# Летняя капустная муха
Летняя капустная муха (лат. Delia floralis) — вид короткоусых двукрылых из семейства цветочных мух (Anthomyiidae).

## Описание
Летняя капустная муха похожа на весеннюю капустную муху, отличаясь большими размерами (7—8 мм); жёлто-серая, крылья прозрачные, желтоватые с жёлтыми жилками.

## Распространение
Обитает в Европе (от севера Скандинавии до Средней Европы), Северо-Восточном Китае, полуострове Корея, Японии и Северной Америке. В России встречается повсеместно кроме аридных территорий и тундры.